# ET22
ET22 — грузо-пассажирский электровоз постоянного тока, строившийся в Польше на заводе Pafawag в городе Вроцлав для PKP.
В 1960-е годы быстрая электрификация железных дорог Польши требовала наличия у PKP электровозов. Выпускавшийся с 1957 года электровоз ET21 потребность в перевозках полностью удовлетворить не мог, так как обладал невысокой мощностью. Приходилось использовать спарки эти электровозов что приводило к дефициту локомотивного парка. В связи с этим в 1965—1966 гг были определены основные технические требования к новому электровозу. Первый электровоз ET22 был изготовлен в 1969 году.
После испытаний и дополнительной проработки конструкции в 1971 году было начато массовое производство электровозов.
Система торможения — автоматический тормоз Эрликон и прямодействующий тормоз. На буферном брусе — буфера и винтовая сцепка.
В 1977 году были изготовлены два модернизированных электровоза. Конструктивно было предусмотрено их объединение в систему из двух электровозов (СМЕТ), но эти локомотивы никогда не работали вместе, так как их высокая суммарная мощность была выше чем позволяли тяговые подстанции.
В конструкции и дизайне электровозов были использованы многие узлы и элементы EU07, прежде всего тяговые электродвигатели, тяговая передача типа «Альстом», соотношение тяговой передачи (79:18).
В 1973 году был построен электровоз имеющий конструкционную скорость 160 км/ч. Он был обозначен как EP23.
Пять электровоз с бортовыми номерами 093, 165, 202, 592 и 1118 имеет разрешение на эксплуатацию на железных дорогах Словакии. Для этого потребовалось заменить медные вставки на пантографах графитовыми.
Электровоз ET22 может вести поезд весом 2700 тонн на скорости скорости 80 км/ч или поезд весом 3150 тонн при скорости 70 км/ч. С пассажирским поездом весом 700 тонн (примерно 12 вагонов) электровоз может развивать скорость 125 км/ч.
Электровоз в основном используется для грузовых перевозок, однако также используется и в пассажирском движении на тяжёлом профиле или с длинными поездами
У польских машинистов электровоз получил прозвище «бык» или «Хельмут».

Один из электровозов находится в железнодорожном музее промышленности и железных дорог в городе Явожина-Слёнска. Остальные электровозы ET22 находятся в эксплуатации в локомотивных депо станций Белосток, Быдгощ, Чеховице-Дзедзице, Червеньск, Гдыня, Катовице, Краков, Люблин, Лазы, Лодзь, Острув-Велькопольски, Познань, Скаржиско-Каменна, Щецин, Варшава, Вроцлав, Журавика.